# Tom Packalén
Tom Erik Packalén, född 5 oktober 1969 i Helsingfors, är en finländsk politiker (Sannfinländarna). Han var ledamot av Finlands riksdag 2011–2023. Packalén har arbetat som polis.
Packalén blev omvald i riksdagsvalet 2015 med 5 089 röster från Helsingfors valkrets.